# Marjorie Rambeau
Marjorie Rambeau (født 5. juli 1889, død 6. juli 1970) var en amerikansk teater- og filmskuespiller. Hun medvirkede i 1910'erne og 1920'erne i flere Broadway-opsætninger, og gjorde sin filmdebut i 1917. Hun blev nomineret til en Oscar for bedste kvindelige birolle i filmen Primrose Path fra 1940.
Hun har en stjerne for film på Hollywood Walk of Fame på adressen 6336 Hollywood Blvd.